# 小田裕太郎
小田 裕太郎（おだ ゆうたろう、2001年8月12日 - ）は、兵庫県洲本市出身のプロサッカー選手。Jリーグ・湘南ベルマーレ所属。ポジションはフォワード（FW）。

## 来歴

### プロ入り前
洲本第一小学校1年生の時にサッカーを始め、洲本FCで6年間プレー。中学校入学後はヴィッセル神戸のアカデミーに所属し、2016年からは各年代別の日本代表に選出され、海外遠征などを経験した。神戸U-18所属時の2019年3月、トップチームに2種登録。同年4月24日、ルヴァンカップ・グループステージ第4節のセレッソ大阪戦で途中出場し、トップチームデビューした。

### ヴィッセル神戸
2020年シーズンよりトップ昇格を果たし、7月11日に行われた大分トリニータ戦で途中出場からJ1デビューを果たした。9月26日、第19節の北海道コンサドーレ札幌戦でプロ入り初ゴールを決めた。
2021年シーズンは攻撃陣に割って入る事が出来ず、3試合の出場にとどまった。
2022年シーズンは、シーズン序盤のFW武藤嘉紀の長期離脱で出番を増やしたが、自身も3月のU-21日本代表として参加した海外遠征で負傷し、2カ月近く離脱することとなった。同年8月18日に行われたAFCチャンピオンズリーグ決勝トーナメントラウンド16横浜F・マリノス戦で決勝ゴールを決めた。

### ハート・オブ・ミドロシアンFC
2023年1月11日、スコティッシュ・プレミアシップ・ハート・オブ・ミドロシアンFCに完全移籍した。契約期間は3年半、背番号は88番に決まった。

## 所属クラブ
- 洲本FC（洲本市立洲本第一小学校[2]）
- ヴィッセル神戸U-15（洲本市立洲浜中学校[8]）
- ヴィッセル神戸U-18（神戸学院大学附属高等学校[2]）
  - 2019年3月 - 同年12月  ヴィッセル神戸（2種登録選手）
- 2020年 - 2022年  ヴィッセル神戸
- 2023年 - 2025年  ハート・オブ・ミドロシアンFC
- 2025年 -  湘南ベルマーレ

## 個人成績
| 国内大会個人成績 | 国内大会個人成績 | 国内大会個人成績 | 国内大会個人成績 | 国内大会個人成績 | 国内大会個人成績 | 国内大会個人成績 | 国内大会個人成績 | 国内大会個人成績 | 国内大会個人成績 | 国内大会個人成績 | 国内大会個人成績 |
| 年度             | クラブ           | 背番号           | リーグ           | リーグ戦         | リーグ戦         | リーグ杯         | リーグ杯         | オープン杯       | オープン杯       | 期間通算         | 期間通算         |
| 年度             | クラブ           | 背番号           | リーグ           | 出場             | 得点             | 出場             | 得点             | 出場             | 得点             | 出場             | 得点             |
| 日本             | 日本             | 日本             | 日本             | リーグ戦         | リーグ戦         | リーグ杯         | リーグ杯         | 天皇杯           | 天皇杯           | 期間通算         | 期間通算         |
| ---------------- | ---------------- | ---------------- | ---------------- | ---------------- | ---------------- | ---------------- | ---------------- | ---------------- | ---------------- | ---------------- | ---------------- |
| 2019             | 神戸             | 41               | J1               | 0                | 0                | 1                | 0                | 0                | 0                | 1                | 0                |
| 2020             | 神戸             | 41               | J1               | 19               | 1                | 1                | 0                | -                | -                | 20               | 1                |
| 2021             | 神戸             | 41               | J1               | 3                | 1                | 4                | 0                | 2                | 0                | 9                | 1                |
| 2022             | 神戸             | 41               | J1               | 21               | 0                | 1                | 0                | 2                | 0                | 24               | 0                |
| スコットランド   | スコットランド   | スコットランド   | スコットランド   | リーグ戦         | リーグ戦         | S・リーグ杯      | S・リーグ杯      | スコティッシュ杯 | スコティッシュ杯 | 期間通算         | 期間通算         |
| 2022-23          | ハーツ           | 88               | プレミア         | 12               | 1                | -                | -                | 1                | 0                | 13               | 1                |
| 2023-24          | ハーツ           | 88               | プレミア         | 25               | 5                | 1                | 0                | 2                | 0                | 28               | 5                |
| 2024-25          | ハーツ           | 88               | プレミア         | 5                | 1                | 1                | 0                | 0                | 0                | 6                | 1                |
| 日本             | 日本             | 日本             | 日本             | リーグ戦         | リーグ戦         | リーグ杯         | リーグ杯         | 天皇杯           | 天皇杯           | 期間通算         | 期間通算         |
| 2025             | 湘南             | 9                | J1               |                  |                  |                  |                  |                  |                  |                  |                  |
| 通算             | 日本             | 日本             | J1               | 43               | 2                | 7                | 0                | 4                | 0                | 54               | 2                |
| 通算             | スコットランド   | スコットランド   | プレミア         | 42               | 7                | 2                | 0                | 3                | 0                | 47               | 7                |
| 総通算           | 総通算           | 総通算           | 総通算           | 85               | 9                | 9                | 0                | 7                | 0                | 101              | 9                |

- 2019年は2種登録選手

| 国際大会個人成績 | 国際大会個人成績 | 国際大会個人成績 | 国際大会個人成績 | 国際大会個人成績 |
| 年度             | クラブ           | 背番号           | 出場             | 得点             |
| AFC              | AFC              | AFC              | ACL              | ACL              |
| ---------------- | ---------------- | ---------------- | ---------------- | ---------------- |
| 2020             | 神戸             | 41               | 3                | 0                |
| 2022             | 神戸             | 41               | 2                | 1                |
| 通算             | AFC              | AFC              | 5                | 1                |

その他の国際公式戦
- 2022年
  - AFCチャンピオンズリーグ2022・プレーオフ 1試合0得点

出場歴
- 公式戦初出場 - 2019年4月24日 ルヴァンカップ・グループステージ第4節 vsセレッソ大阪（ヤンマースタジアム長居）

## 代表歴
- U-15日本代表
  - デッレナツィオーニトーナメント（2016年）
- U-16日本代表
  - U-16インターナショナルドリームカップ（2017年）
- U-17日本代表
  - 国際ユースサッカーin新潟（2018年）
  - コパ・デル・アトランティコ（2018年）
- U-18日本代表
  - コパ・デル・アトランティコ（2019年）
  - リスボン国際トーナメントU18（2019年）
  - SBSカップ 国際ユースサッカー（2019年）
- U-19日本代表
  - 千葉トレーニングキャンプ（2020年）
- U-20日本代表
  - 千葉トレーニングキャンプ（2021年）
- U-21日本代表
  - ドバイカップU-23（2022年）
- U-22日本代表
  - 欧州遠征（2023年）
  - AFC U-23アジアカップ予選（2023年）